# Maure-de-Bretagne
Maure-de-Bretagne (bretonsko Anast) je naselje in občina v severozahodnem francoskem departmaju Ille-et-Vilaine regije Bretanje. Leta 2009 je naselje imelo 3.142 prebivalcev.

## Geografija
Naselje leži v pokrajini Bretaniji 37 km jugozahodno od Rennesa.

## Uprava
Maure-de-Bretagne je sedež istoimenskega kantona, v katerega so poleg njegove vključene še občine Bovel, Les Brulais, Campel, La Chapelle-Bouëxic, Comblessac, Loutehel, Mernel in Saint-Séglin s 7.625 prebivalci.
Kanton Maure-de-Bretagne je sestavni del okrožja Redon.

## Zanimivosti
- cerkev sv. Petra iz konca 19. stoletja;

## Pobratena mesta
- Wierzbinek (Velikopoljsko vojvodstvo, Poljska);